# Лазиопеталум ржавый
Лазиопеталум ржавый (лат. Lasiopetalum ferrugineum; ржавый вельветовый куст) — кустарник рода Лазиопеталум семейства Мальвовые, эндемик восточной Австралии. 

## Описание
Лазиопеталум ржавый достигает около 1,0 м высоты, покрыт опушкой ржавого цвета. Произрастает в лесистой местности. Описан впервые в 1802 году Генри Чарльзом Эндрюсом.  
Кустарник был интридуцирован в Англии в 1791 году для декоративных целей благодаря «ржавому» цвету новых побегов и своей тенеустойчивости.